# Jan Nepomuk z Nostic-Rienecku
Jan Nepomuk hrabě z Nostic-Rienecku (německy Johann Nepomuk Graf von Nostitz-Rieneck; 24. března 1768 Praha – 22. října 1840 Praha) byl český šlechtic a rakouský generál z rodu Nosticů. Od mládí sloužil v armádě, proslul jako účastník napoleonských válek, v nichž byl několikrát zraněn. V roce 1809 dosáhl hodnosti polního podmaršála, jako vrchní velitel jezdectva se vyznamenal v bitvě u Lipska. Byl též patronem umění a spolu s dalšími osobnostmi národního obrození stál u zrodu Pražské konzervatoře. Vlastnil statky v severních Čechách a zámek Průhonice, mimo aktivní vojenskou službu byl jeho hlavní rezidencí pražský palác v ulici Na příkopě.

## Životopis

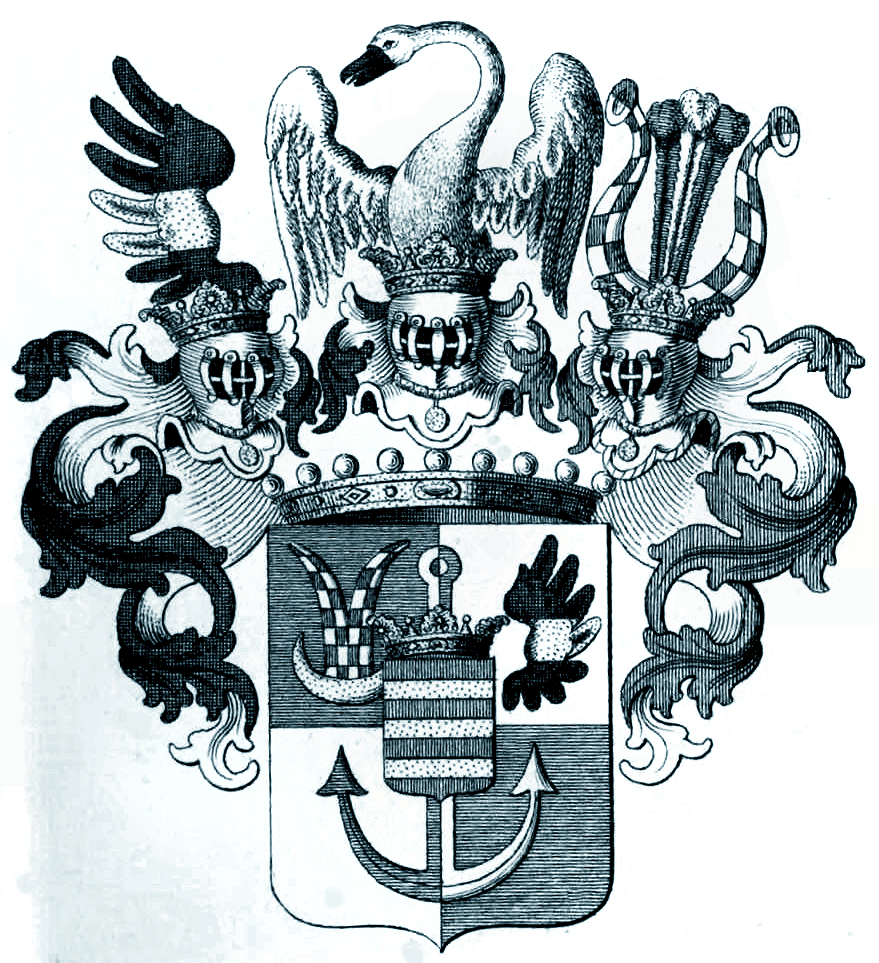
Erb rodu Nostic-Rieneck

Pocházel ze šlechtického rodu Nosticů, narodil se jako devátý z jedenácti potomků českého nejvyššího purkrabího Františka Antonína Nostice (1725–1794) a jeho manželky Alžběty, rozené hraběnky Krakovské z Kolovrat, ovdovělé Libštejnské z Kolovrat (1728–1815). František Antonín měl úzké vazby na osobnosti první generace českého národního obrození, domácími učiteli jeho dětí včetně Jana Nepomuka proto byli například Josef Dobrovský, František Martin Pelcl nebo Jaroslav Schaller. Jan Nepomuk vstoupil jako kadet v roce 1784 do Tereziánské vojenské akademie ve Vídni a od roku 1786 sloužil v armádě. Zúčastnil se války proti Turkům a za statečnost byl v roce 1791 povýšen na kapitána. Poté bojoval v Německu ve válkách proti revoluční Francii, vyznamenal se v několika bitvách, byl celkem pětkrát zraněn a rychle postupoval v hodnostech (podplukovník 1795, plukovník 1796). V roce 1796 armádu na několik let opustil a věnoval se správě statků v severních Čechách, které zdědil po strýci Bedřichu Mořicovi.
Do armády se vrátil v roce 1800 v hodnosti generálmajora, dostal pod velení jezdeckou brigádu a po roce 1803 působil jako velitel v Praze. Ve válce třetí koalice proti Napoleonovi vynikl v tažení na Dunaji, poté se zúčastnil bitvy u Slavkova. Kvůli zdravotním problémům ze starších zranění si vyžádal dovolenou, která se protáhla na tři roky. Před kampaní v roce 1809 se znovu přihlásil do aktivní služby a byla mu udělena hodnost polního podmaršála. V bitvách u Wagramu a Aspern velel jezdeckým oddílům. U Aspern byl znovu zraněn a padli pod ním dva koně. Po prohrané válce se opět zotavoval ze starších zranění, žil v Praze a na svých statcích v Čechách. V roce 1813 se připojil k armádě soustředěné v severních Čechách a zúčastnil se tažení proti napoleonské armádě vracející se z Ruska. Vyznamenal se v bitvě u Drážďan, po níž obdržel Vojenský řád Marie Terezie a ruský Řád sv. Anny. V roce 1813 byl zároveň jmenován tajným radou a převzal velení sedmi jezdeckých pluků. Vynikl především v bitvě u Lipska rozhodujícím útokem spojeneckého jezdectva, v roce 1814 se pak uplatnil v pokračujících bojích ve Francii. V závěrečném tažení proti Napoleonovi během stodenního císařství velel jezdeckým zálohám. Na velké vojenské přehlídce spojeneckých armád v Dijonu 1. října 1815 jej car Alexandr představil vévodovi Wellingtonovi jako jednoho z nejlepších rakouských generálů.
Po skončení napoleonských válek požádal o dvouletou zdravotní dovolenou, která mu byla následně několikrát prodloužena a nakonec v roce 1821 odešel do výslužby. Žil převážně v Praze, mezi jeho zájmy patřila hudba, sám se pokoušel komponovat. Spolu s dalšími šlechtici včetně svého staršího bratra Bedřicha patřil k členům Jednoty pro povznesení hudby v Čechách, v jejímž čele 20 let stál jako předseda. Je také podepsán pod zakládací listinou Pražské konzervatoře.

## Majetek

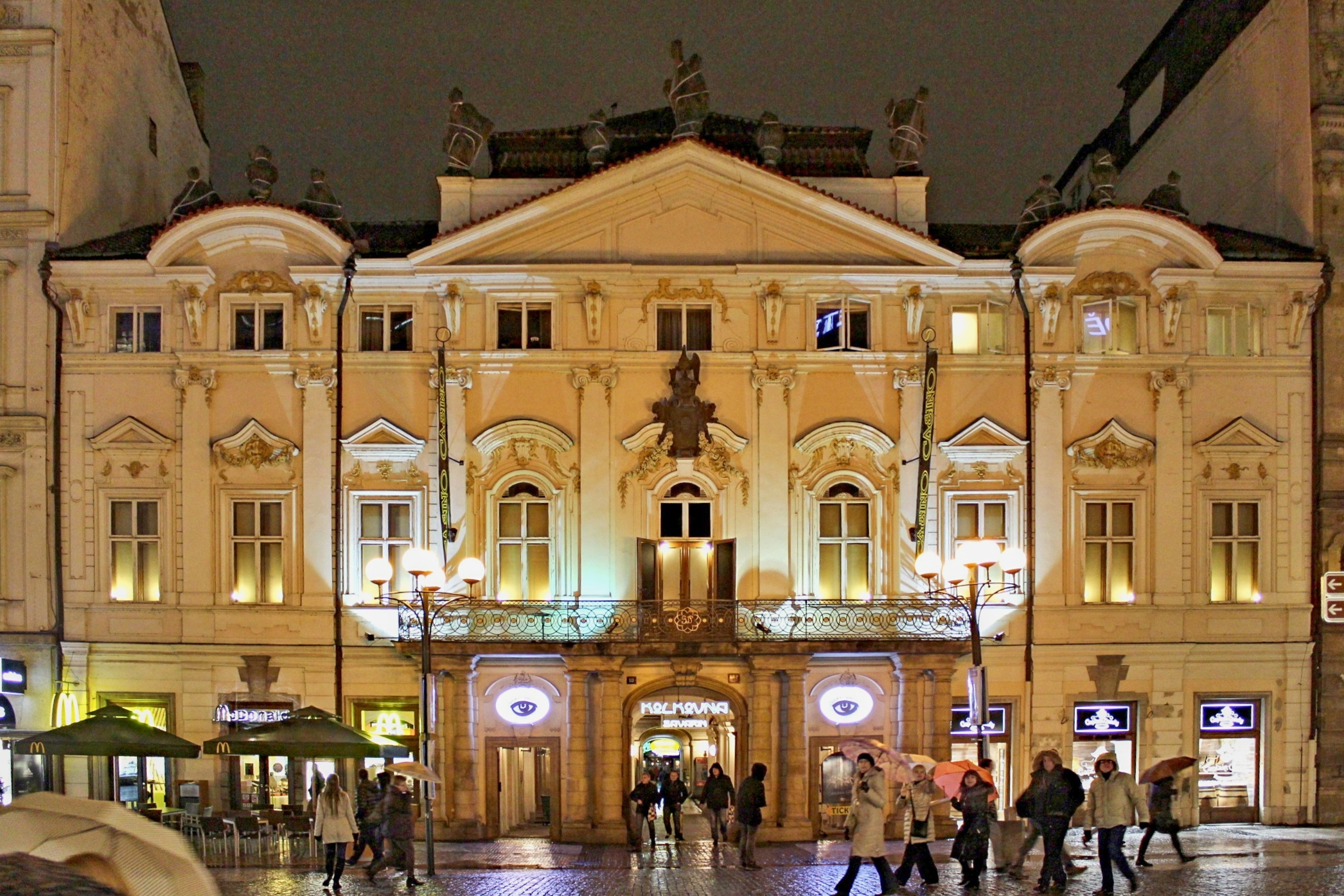
Palác Na příkopě v Praze, sídlo Jana Nepomuka Nostice 1796–1840

Po strýci Bedřichu Mořicovi (1728–1796), který byl polním maršálem a prezidentem Dvorské válečné rady, zdědil v severních Čechách panství Velké Žernoseky, Libochovany a Trmice. I když měl na svých severočeských statcích k dispozici několik zámků, svůj zájem soustředil na Průhonice poblíž u Prahy, zakoupené v roce 1800 (průhonický zámek prošel po roce 1802 klasicistní přestavbou. Mimo aktivní službu se však nejvíce zdržoval v paláci Na příkopě, který zdědil taktéž po strýci Bedřichu Mořicovi (palác dnes nese jméno nástupnického rodu Silva-Tarouca, který zdědil také Průhonice).

## Rodina
Poprvé se oženil 27. ledna 1797 v Karlsruhe s ruskou šlechtičnou Sofií Apraxinovou (1778–1802), dcerou generálporučíka Pjotra Fjodoroviče Apraxina (1728–1811). Jejich manželství však trvalo jen pět let, neboť Sofie zemřela v Praze krátce po porodu čtvrtého dítěte.
- 1. Eduard (*/† prosinec 1797)
- 2. Alžběta (17. 2. 1799 – 22. 9. 1884)
  - ⚭ (1819) hrabě Alois Filip Greiffenclau zu Vollrads (11. 9. 1778 – 23. 10. 1825)
- 3. Karel (4. 2. 1801 – 9. 6. 1802)
- 4. Adelheid (1. 4. 1802 – 7. 12. 1887 Praha)

O rok později se Jan Nepomuk oženil znovu, jeho druhou manželkou se stala 28. června 1803 v Praze hraběnka Antonie Šliková (1783–1830), která byla zároveň jeho neteří. Z druhého manželství pocházelo sedm dětí. Dospělého věku se dožil syn Albert (1807–1871), který byl třikrát nejvyšším maršálkem Českého království. Další syn Heřman (1812–1895) sloužil v armádě a dosáhl hodnosti generála jezdectva. Vojákem byl i nejmladší syn Zikmund (1815–1890), který byl podplukovníkem.
- 5. Marie Filipína (27. 11. 1804 Praha – 18. 2. 1876 Praha)
- 6. Jan Josef (18. 11. 1805 – 26. 1. 1806)
- 7. Albert František (23. 8. 1807 Trmice – 25. 1. 1871 Praha), poslanec Českého zemského sněmu, Říšské rady a Nejvyšší maršálek Českého království (1870– 1871)
  - ⚭ (1862) Adelheid z Puteani (26. 3. 1823 Praha – 28. 11. 1904 Průhonice)
- 8. Jan Nepomuk (*/† srpen 1809)
- 9. Heřman (29. 7. 1812 Trmice – 27. 12. 1895 Praha), c. k. komoří a tajný rada, generál jezdectva
  - ⚭ (1839) Vilemína Františka z Auerspergu (2. 4. 1813 – 16. 12. 1886)
- 10. Zikmund (1. 8. 1815 Praha – 4. 8. 1890 Praha)
  - ⚭ (1845) Julie Luisa Jindřiška von Uechtritz (20. 12. 1820 Paříž – 25. 3. 1909 Liběšice)
- 11. Otto (30. 8. 1817 Trmice – 16. 9. 1821 Praha)[zdroj?]

Přes svou první manželku měl příbuzenské vazby na významné osobnosti Ruska, jeho švagrem byl například ruský generál Dmitrij Vasiljevič Vasilčikov (1779–1858), nejvyšší lovčí a člen státní rady. Díky své druhé manželce byl švagrem generála hraběte Františka Jindřicha Šlika (1789–1862).